# 耳燭

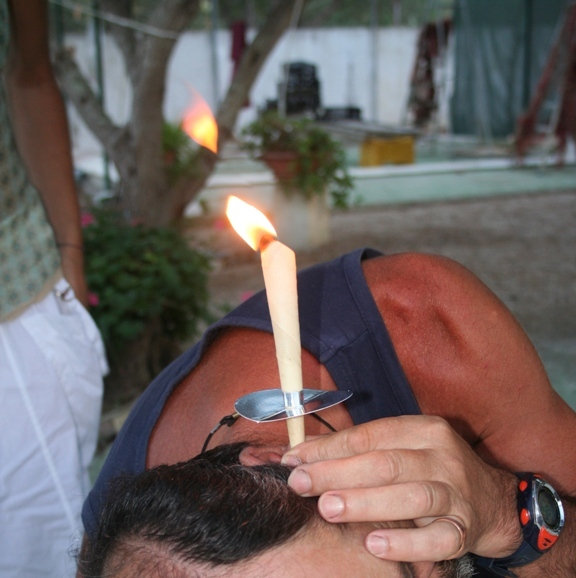
耳燭

耳燭是包着蜂蠟的空心管。使用時將一端插入外耳道，另一端點燃。民間號稱可用於治療很多病症，但沒有足夠科學證據證實耳燭有何療效，還可能不慎受傷。
耳燭療法源於希臘、埃及、西藏及北美洲的民俗療法，耳燭是外圍蜂蠟的中空管子，一端插入側躺患者耳內，並點燃另一端，約燃燒15分鐘，之後將耳燭殘餘根部示於患者，謂此為耳垢，並稱此為煙囪效應，將耳垢自耳內吸出，但實際上燃燒耳燭不會有明顯的煙囪效應。

## 效果
耳燭號稱是將耳垢取出，也被號稱有治療過敏、頭痛、鼻竇炎、感冒及耳鳴的效果。甚至有提神，耳清明目，提高嗅覺味覺敏銳等功效。實際科學研究並無法取出耳垢，只是燃燒後的殘留物而已。

## 使用率
並無詳細研究資料，但根據報導，在1996年美國西雅圖一家公司，每週可賣出1000隻耳燭，而網站內相關的資料就有數千筆，美國每122名耳鼻喉科醫生就有一位知道自己的患者曾用過耳燭，而英國的護士也曾給犯人使用過，可見得使用的頻率高。

## 功效
許多的廣告推銷耳燭的好處，但卻沒有科學證據證明。系列研究顯示耳燭無法減少耳內的耳垢，殘餘耳燭上的物質是耳燭燃燒時自行生成，而非耳垢。
Seely等人研究發現：
1. 燃燒耳燭不能產生負壓
2. 被指為耳垢者，事實上是耳燭所產生。因為在清乾淨耳垢的自願者使用時，也會有類似物質產生。

## 安全性問題
Seely的報告中122個耳鼻喉科醫生中，有14位有處理使用耳燭所生的併發症，共13耳燒傷，7耳阻塞，1耳耳膜穿孔。另有外耳炎及暫時性失聽者。